# Francisca Peixoto de Sousa
Francisca Peixoto de Sousa (São Paulo, 20 de agosto de 1895 – 7 de agosto de 1958 (62 anos)) foi uma benemérita brasileira, filha de um emigrante português.

## Biografia
Era filha de Francisco Peixoto de Sousa, natural de Merelim, no Distrito de Braga, sócio da Companhia Peixoto & Estella, importadora de ferragens de São Paulo. Quando faleceu no Brasil, em 1913, deixou à filha uma considerável fortuna. Do lado materno, Francisca descendia de escravos.
Francisca mudou-se para Portugal, casando-se ainda em 1913 com João José Ferreira do Rego (nascido em 7 de maio de  1893 em Palmeira, Braga), passando o casal a viver em Palmeira.
Em pouco tempo começou a dar nas vistas no ambiente rural português da época, pelo seu ostentar de riqueza, festas e luxúria. Em 1915 mandou iniciar as obras de um palácio de sonhos (mais tarde chamado Castelo da D. Chica), onde esperava realizar faustosas festas, tendo convidado para projetá-lo o arquitecto suíço Ernesto Korrodi.
Francisca apresentava um estilo de vida digno de aristocratas. Possuía quatro carros luxuosos e três motoristas. António Gomes do Vale Peixoto, célebre empresário bracarense, conhecido por "Pachancho", era o chefe da equipa e mecânico responsável. Francisca acreditando no seu talento emprestou-lhe 10 contos, para montar a sua primeira oficina na rua de santo André, em Braga.
Depois de várias desavenças com o marido, o casal separou-se, tendo Francisca ido viver para o Porto e casado com Henrique Ventura Teixeira (de quem dizem já ser amante), de quem teve um filho.
Anos mais tarde separou-se novamente, tendo regressado ao Brasil com o seu filho. Segundo a tradição local, antes de partir lançou uma maldição ao palácio: "Anda Castelo que nunca vais ser acabado ou habitado!"
Depois de viver em Paris, regressou ao Brasil, estabelecendo-se em Santos em 1927. Casou pela terceira vez com o capitalista italo-brasileiro Atílio Giordani.
Sabe-se que tem dois netos vivos.